# The Poseidon Adventure
The Poseidon Adventure é um filme norte-americano do gênero drama, dirigido por Ronald Neame e lançado em 1972. Foi baseado no livro de Paul Gallico lançado em 1969.
Teve uma sequência, produzida em 1979, chamada Beyond the Poseidon Adventure (br: Dramático Reencontro No Poseidon ou Retorno Dramático ao Poseidon). e uma nova versão em 2006, Pòseidon.

## Elenco
- Gene Hackman ……. Reverendo Scott
- Ernest Borgnine ……. Mike Rogo
- Red Buttons ……. James Martin
- Carol Lynley ……. Nonnie Parry
- Roddy McDowall ……. Acres
- Stella Stevens ……. Linda Rogo
- Shelley Winters ……. Belle Rosen
- Jack Albertson ……. Manny Rosen
- Pamela Sue Martin ……. Susan Shelby
- Arthur O'Connell ……. Capelão
- Eric Shea ……. Robin Shelby
- Fred Sadoff ……. Linarcos
- Sheila Mathews ….... Enfermeira
- Jan Arvan ....... dr. Caravello
- Byron Webster ....... Comissário de bordo
- John Crawford ....... Engenheiro-chefe
- Bob Hastings ……. M.C.
- Erik Nelson ……. sr. Tinkham
- Leslie Nielsen ……. Capitão Harrison
- Ernie Orsatti ……. Terry
- Mark Tulin ……. Guitarrista
- Charles Wachtel ……. Guitarrista
- Stuart Perry ……. Teddy
- Charles Bateman ……. Primeiro oficial

## Principais prêmios e indicações
Oscar 1973 (EUA)
- Ganhou dois prêmios: um especial, pelos efeitos visuais do filme; e outro na categoria de Melhor Canção Original (The Morning After).
- Recebeu outras sete indicações, nas categorias de Melhor Atriz Coadjuvante (Shelley Winters), Melhor Fotografia, Melhor Direção de Arte, Melhor Figurino, Melhor Edição, Melhor Som e Melhor Trilha Sonora.

Globo de Ouro 1973 (EUA)
- Vencedor na categoria de Melhor Atriz Coadjuvante (Shelley Winters).
- Indicado em outras três categorias: Melhor Filme - Drama, Melhor Trilha Sonora e Melhor Canção Original (The Morning After).

BAFTA 1973 (Reino Unido)
- Venceu na categoria de Melhor Ator (Gene Hackman).
- Indicado na actegoria de Melhor Atriz Coadjuvante (Shelley Winters).